# WIPO Lex
WIPO Lex es una base de datos en línea de leyes, tratados y resoluciones judiciales en materia de propiedad intelectual, tanto nacionales como internacionales. Fue lanzada en 2010 y su mantenimiento y desarrollo está a cargo de la Organización de Propiedad Intelectual Mundial (OMPI).
La base provee acceso gratuito a normativa relativa a la propiedad intelectual de cerca de 200 organizaciones y jurisdicciones, en cumplimiento a la obligación de la OMPI contenida en el Convenio de la OMPI, que establece que dicha organización:

"reunirá y difundirá todas las informaciones relativas a la protección de la propiedad intelectual y efectuará y fomentará los estudios sobre esta materia publicando sus resultados"
Artículo 4. vi). Convenio que establece la Organización Mundial de la Propiedad Intelectual (1967)

La base de datos contiene legislación nacional de todos los Estados miembros de la OMPI y la ONU, así como de la Organización Mundial del Comercio (OMC), ya que de acuerdo con el artículo 2.4) del Acuerdo entre la OMPI y la OMC, del 22 de diciembre de 1995, la Secretaría de la OMC transmite a la OMPI una copia de las leyes y reglamentos recibidos por la Secretaría de los miembros de la OMC.
En 2014 la base de datos llegó a contener 13 mil entradas. Para 2021, la base de datos poseía 16,187 elementos.
WIPO Lex También cuenta con tratados internacionales relacionados con propiedad intelectual. Incluyendo en particular los Tratados que la OMPI administra.
La base de datos es utilizada como fuente legal de información en universidades y bibliotecas en todo el mundo.
La base integra características de inteligencia artificial tanto en la búsqueda como para la traducción automatizada de los textos legales. La interfaz de WIPO Lex está disponible en los seis idiomas oficiales de la ONU: árabe, chino, inglés, francés, ruso y español.

## Características
La base de datos WIPO Lex está organizada a través de los perfiles de los estados miembros. También se puede buscar por colección, materia y consultas de texto libre. Ofrece páginas bibliográficas individuales para cada entrada de la base de datos.
Para la colección de leyes, la entrada bibliográfica muestra información por tipos de fechas (adopción, entrada en vigor, etc.), el tipo de texto, las materias y las relaciones entre la legislación. En algunos casos, se proporcionan notas jurídicas publicadas en las entradas bibliográficas para obtener información adicional. Otras características incluyen versiones en otros idiomas, enlaces a legislación y tratados relacionados, y registros archivados de versiones pasadas de la ley o reglamento en cuestión. En muchos casos, los documentos individuales se pueden marcar como favoritos para ayudar a los usuarios a identificar las disposiciones pertinentes dentro del texto legislativo.
Las entradas bibliográficas en la colección de tratados proporcionan información sobre la entidad asociada, las partes contratantes/firmantes, las materias y las versiones lingüísticas disponibles del tratado. En algunos casos, el campo de notas bibliográficas proporciona información adicional, como la identificación de las disposiciones pertinentes sobre PI dentro del texto.

## Colecciones
La base de datos WIPO Lex consta de tres colecciones: Leyes, Tratados y Sentencias. La base datos posee textos jurídicos sobre propiedad intelectual de aproximadamente 200 jurisdicciones. La base de datos es curada y actualizada por expertos, para proporcionar información actualizada sobre la evolución de las leyes de propiedad intelectual, las políticas y sus interpretaciones, así como de académicos de todo el mundo.

### WIPO Lex - Sentencias
Desde el 14 de septiembre de 2020, la OMPI lanzó una sección de esta base de datos dedicada a sentencias judiciales en materia de propiedad intelectual llamada WIPO Lex - Sentencias (WIPO Lex Judgments). La primera versión de dicha sección fue creada con resoluciones judiciales de Australia, Brasil, Chile, China, Costa Rica, España, Jamaica, México, Perú y República de Corea, quienes aportaron las resoluciones a partir de una convocatoria lanzada por la OMPI en julio de 2020. Para 2021 registraba 800 decisiones de 13 países y una jurisdicción regional.